# Giuseppe Provenzano (1946)
Giuseppe Provenzano (Palermo, 16 dicembre 1946) è un politico ed economista italiano.
È stato presidente della Regione Siciliana dal 1996 al 1998 e assessore regionale alla sanità dal 2000 al 2001.

## Biografia
Secondo di cinque fratelli, Giuseppe Provenzano nasce in una delle famiglie più influenti di Palermo da Sebastiano e Orsola Briuccia, possidenti terrieri nel territorio corleonese. Trascorre i suoi anni di giovinezza tra Corleone, lavorando occasionalmente come amministratore nelle campagne del padre durante il periodo estivo e a Palermo.
Frequenta per tutto il suo periodo scolastico l'Istituto San Luigi Gonzaga di Palermo, dove conoscerà e diventerà amico di futuri uomini politici cittadini, regionali e nazionali: tra questi Enrico La Loggia, Leoluca Orlando, Gianfranco Micciché, Francesco Musotto, o noti personaggi della finanza come Antonello Perricone o Gaetano Miccichè.
È fratello minore di Antonino Provenzano, ambasciatore italiano a Bratislava e fratello maggiore di Paola Provenzano, imprenditrice e dirigente nazionale di Confindustria.
È padre di tre figli: Antonino (Antonello), Sebastiano e Orsola.

### Carriera universitaria
Diplomatosi a pieni voti, Provenzano si trasferisce a Milano per frequentare l'Università commerciale Luigi Bocconi, dalla quale si laureerà con 110 e lode, ricevendo il premio Donna Javotte Bocconi Manca di Villahermosa per la miglior tesi di laurea. Inizia quindi un periodo come borsista e assistente presso la stessa università, contemporaneamente alla carriera imprenditoriale e professionale insieme ad alcuni colleghi e amici.
Torna a Palermo nell'anno 1980 quale professore associato presso la locale università degli studi, quale professore di Tecnica bancaria.
Nell'anno 1994 viene nominato professore ordinario presso l'Università degli Studi di Brescia, dove insegna sin all'anno accademico 2008-2009.

### Attività politica
Sin dai tempi dell'università Provenzano manifesta idee socialiste, in contrasto con il retaggio familiare: si iscrive nel Partito Socialista Italiano, divenendo presto segretario della sezione Santi di Milano del partito.
Tornato in Sicilia collaborerà negli anni Ottanta con l'assessore regionale del PSI Filippo Fiorino, candidandosi quale consigliere provinciale a Palermo, non riuscendo ad essere eletto. Collaborerà inoltre con l'amico d'infanzia e compagno di partito Francesco Musotto durante la sua attività quale consigliere provinciale di Palermo.
Dopo anni di inattività politica diretta, nell'anno 1996 viene candidato da Forza Italia quale capolista per le elezioni dell'Assemblea regionale siciliana nel collegio di Palermo, dove è eletto deputato regionale. All'Ars viene eletto presidente della Regione da una maggioranza di centro destra FI, AN, CDU, CCD. Rimarrà in carica meno di due anni.
In quegli anni siede, con il rango di ministro, in Consiglio dei ministri del primo governo Prodi, facendo valere, dopo decenni, il diritto riconosciuto al Presidente della Regione Siciliana di partecipare alle riunioni.
Dimessosi nel gennaio 1998 dalla carica, divenne Presidente della Commissione per la Revisione dello Statuto dell'ARS, avente il compito di modificare lo Statuto speciale.
Fu eletto poi Assessore alla Sanità della Regione Siciliana dal 2000 al 2001, durante nella Giunta Leanza di centrodestra fino a fine legislatura.
Dal 1997 è anche membro del Comitato delle Regioni UE a Bruxelles e lo resta fino al 2003.
Al termine di questa esperienza si ritira dalla vita politica, dedicandosi all'insegnamento fino al 2009 e alla gestione delle sue attività.

## Procedimenti giudiziari
Nell'anno 1984 viene emesso un mandato di custodia cautelare nei suoi confronti, firmato da Giovanni Falcone per avere intrattenuto rapporti con la moglie del boss mafioso omonimo Bernardo Provenzano, quale commercialista della donna.
Dopo meno di una settimana lo stesso Giovanni Falcone lo scagionerà e ordinerà il suo rilascio in quanto estraneo ai fatti a lui contestati.
Dal dibattimento in aula, tuttavia, è emerso chiaramente che Giuseppe Provenzano ha collaborato per anni all'amministrazione dei beni e del denaro della signora Saveria Benedetta Palazzolo, di professione camiciaia e nullatenente, moglie del noto boss di Cosa Nostra Bernardo Provenzano, per somme di denaro che si aggirano nell'ordine di diversi miliardi di lire.
La sentenza del giudice Giuseppe Di Lello, appartenente al pool antimafia, così recita al proposito:
(Tribunale di Palermo, Ufficio istruzione, sentenza ordinanza contro Cattaneo Renzo + 23, 23 novembre 1989)
Nel maggio del 2009 la Corte suprema di cassazione conferma la condanna a tre anni e l'interdizione perpetua dai pubblici uffici nei suoi confronti e di un altro ex presidente della Regione Siciliana Giuseppe Drago perché si sarebbero appropriati, senza rendicontarli, dei fondi riservati della Presidenza della Regione. Per entrambi la pena è condonata. La questione era stata sollevata da Angelo Capodicasa, Presidente della Regione Siciliana che li ha succeduti.